# Логинова, Лидия Ивановна
Ли́дия Ива́новна Ло́гинова (род. 27 февраля 1951, Казань) — советская волейболистка, игрок сборной СССР (1975—1982), олимпийская чемпионка 1980, двукратная чемпионка Европы, 6-кратная чемпионка СССР. Связующая. Заслуженный мастер спорта СССР (1980).

## Биография
Начала заниматься волейболом в 1964 году ДЮСШ города Казани. Первый тренер — Э.Семёнов. В 1972—1982 выступала за команду «Уралочка» (Свердловск). В её составе 5 раз становилась чемпионкой СССР и дважды победителем розыгрышей Кубка европейских чемпионов. Двукратный серебряный призёр Спартакиад народов СССР в составе сборной РСФСР.
В сборной СССР в официальных соревнованиях выступала в 1975—1982 годах. В её составе стала олимпийской чемпионкой 1980, бронзовым призёром чемпионата мира 1978, бронзовым призёром Кубка мира 1981, двукратной чемпионкой Европы, а также чемпионкой СССР 1976. В 1979 году в составе студенческой сборной СССР выиграла золотые медали Всемирной Универсиады.
В 1989—2002 годах неоднократно становилась чемпионкой (1989, 1998, 2001) и призёром первенств СССР и России по волейболу среди ветеранов.
В 1978 году окончила Свердловский государственный педагогический институт. В дальнейшем — доцент этого вуза.

## Достижения

### Клубные
- 5-кратная чемпионка СССР — 1978—1982;
  - бронзовый призёр чемпионата СССР 1977;
- двукратный победитель розыгрышей Кубка европейских чемпионов — 1981, 1982;

### Со сборными
- Олимпийская чемпионка 1980;
- бронзовый призёр чемпионата мира 1978;
  - участница чемпионата мира 1982;
- бронзовый призёр Кубка мира 1981;
- двукратная чемпионка Европы — 1975, 1979;
  - серебряный призёр чемпионата Европы 1981;
- чемпионка Всемирной Универсиады 1979 в составе студенческой сборной СССР;
- чемпионка СССР 1976 в составе сборной СССР;
- двукратный серебряный призёр Спартакиад народов СССР в составе сборной РСФСР — 1975, 1979.

## Награды и звания
- Заслуженный мастер спорта СССР (1980)
- Орден «Знак Почёта» (1980)
- Почётный знак «За заслуги в развитии физической культуры и спорта»
- Медаль «Ветеран труда» (1997 (?))